# Джойс, Ребекка
Ребекка Сьюзан Джойс (англ. Rebecca Susan Joyce; род. 12 сентября 1970, Мельбурн) — австралийская гребчиха, выступавшая за сборную Австралии по академической гребле в период 1989—1998 годов. Бронзовая призёрка летних Олимпийских игр в Атланте, чемпионка мира, победительница и призёрка многих регат национального значения.

## Биография
Ребекка Джойс родилась 12 сентября 1970 года в Мельбурне, Австралия.
Заниматься академической греблей начала ещё во время обучения в школе Geelong Grammar School, состояла в местном гребном клубе Mercantile Rowing Club. Поступив в Мельбурнский университет, присоединилась к университетской гребной команде. Позже проходила подготовку в Сиднее в клубе UTS Haberfield Rowing Club.
Дебютировала на взрослом международном уровне в сезоне 1989 года, когда вошла в основной состав австралийской национальной сборной и выступила на чемпионате мира в Бледе, где заняла четвёртое место в зачёте распашных безрульных четвёрок лёгкого веса.
В 1990 году побывала на домашнем мировом первенстве в Тасмании, откуда привезла награду серебряного достоинства, выигранную в безрульных четвёрках — уступила здесь только экипажу из Канады.
На чемпионате мира 1991 года в Вене стартовала в лёгких безрульных четвёрках и в рулевых восьмёрках, но в обеих дисциплинах была далека от призовых позиций.
В 1995 году на мировом первенстве в Тампере одержала победу в зачёте лёгких парных одиночек.
Благодаря череде удачных выступлений удостоилась права защищать честь страны на летних Олимпийских играх 1996 года в Атланте — вместе с напарницей Вирджинией Ли пришла к финишу третьей в программе парных двоек лёгкого веса, пропустив вперёд только экипажи из Румынии и США — тем самым завоевала бронзовую олимпийскую медаль.
После атлантской Олимпиады Джойс ещё в течение некоторого времени оставалась в составе гребной команды Австралии и продолжала принимать участие в крупнейших международных регатах. Так, в 1998 году в лёгких парных четвёрках она выиграла серебряную медаль на этапе Кубка мира в Люцерне и заняла пятое место на чемпионате мира в Кёльне. Вскоре по окончании этих соревнований приняла решение завершить спортивную карьеру.